# ماريت آندريسين
ماريت آندريسين (بالنرويجية البوكمول: Marit Andreassen)‏ هي ممثلة نرويجية، ولدت في 29 مارس 1966 في النرويج.

## وصلات خارجية
- ماريت آندريسين على موقع IMDb (الإنجليزية)
- ماريت آندريسين على موقع ميوزك برينز (الإنجليزية)
- ماريت آندريسين على موقع قاعدة بيانات الأفلام السويدية (السويدية)
- ماريت آندريسين على موقع ديسكوغز (الإنجليزية)
- ماريت آندريسين على موقع قاعدة بيانات الفيلم (الإنجليزية)